# Vigilanti cura
Vigilanti cura, en español, Con cuidado vigilante, es la 26ª encíclica de Pío XI, datada el 29 de junio de 1936. En ella, trata sobre la cinematografía y el cuidado con que deben considerarse sus contenidos y su influencia en la moralidad pública.

## Contexto de la encíclica
Ante la entusiasta recepción del cine por parte de la sociedad estadounidense y la importancia de la industria cinematográfica en aquel país, parte de la opinión pública manifestó su preocupación por el influjo que el cine podría tener en la moral de los ciudadanos. Ya en 1915, el Tribunal Supremo tuvo que fijar postura en ese tema, y en el caso  Mutual Film Corp. v. Comisión Industrial de Ohio; sostuvo que los Estados podían censurar películas antes de su estreno; no obstante esa resolución judicial no apagó el debate y, de hecho, el propio Tribunal Supremo en 1948 revocó ese criterio en el caso Estados Unidos v. Paramount Pictures, Inc. y estableció que la censura era contraria a la Primera Enmienda de la Constitución, que defiende la libertad de prensa.
Muestra de esa sensibilidad por los efectos del cine la Motion Picture Producers and Distributors of America (MPPDA), había promovido y adoptado en 1930 el Código de la Producción Cinematográfica (Motion Picture Production Code), conocido como Código Hays, por el nombre del que fue presidente de la MPPDA entre 1922 y 1945, Este código, al que el papa se refiere en Vigilanti cura, contenía un conjunto de pautas, a modo de autocensura, al que se sujetaron la mayor parte de las películas americanas desde 1934 y hasta 1968.
También los obispos católicos de Estados Unidos comprendieron la necesidad de orientar a los católicos en esta materia, y así en 1933 se fundó la National Legion of Decency (Liga Nacional de la Decencia), como una organización dedicada a identificar y combatir el contenido objetable en las películas desde el punto de vista católico. De este modo, las películas, una vez que los productores y distribuidores habían aplicado el Código Hays, eran remitidas a la Liga Nacional de la Decencia, que le asignaba una calificación moral.

## Contenido
El papa comienza la encíclica centrando el tema que va a desarrollar

Vigilanti cura, ut Nostrum deposcit apostolicum officium, laudabilem omnem sacrorum Antistitum totiusque christiani populi operam prosequimur; atque adeo summo cum animi gaudio certiores facti sumus providum illud inceptum salutiferos iam edidisse fructus, atque ad uberiores usque contendere utilitates, quod vos plus duobus abhinc annis eo consilio instituistis peculiarique modo « Legioni a decentia » efficiendum credidistis, ut, sanctissimum veluti certamen, cinematographicae artis pravitatem compesceret.
Con vigilante cuidado, como lo exige nuestro ministerio pastoral, seguimos toda la laudable tarea de nuestros hermanos Obispos y de todo el pueblo cristiano; y por esto nos alegró conocer los saludables frutos que ya se han recogido y los avances que sigue obteniendo aquella providente empresa, iniciada hace más de dos años como una sagrada contienda encomendada especialmente a la "Legión de la decencia" para contener la depravación de la cinematografía.
Inicio de la encíclica

pero, como explica enseguida, quiere aprovechar la ocasión no solo para orientar la labor que realiza la jerarquía estadounidense, a través de la "Liga de la decencia", sino también para expresar su preocupación porque el cine -como todos los medios de comunicación- que tanto pueden servir para el recreo, la instrucción y la educación no tengan un impacto negativo en la moral pública. 

### La experiencia americana
Tras recordar como ya en la Divini ilius Magistri señaló la importancia de orientar adecuadamente para la instrucción y educación los medios de difusión, el papa expone brevemente cómo se ha afrontado esta cuestión en Estados Unidos. Se refiere así al compromiso adquirido libremente y de común acuerdo por los líderes de la industria cinematográfica para proteger en adelanta la moralidad de las producciones cinematográficas. Recuerda y alaba después la labor desarrollada por los obispos de Estados Unidos a través de la "Legión de la Decencia", mediante ella se ha llevado a cabo una cruzada en favor de la moral pública que llevó millones de católicos a comprometerse a no asistir a películas que ofendiesen a la moral. A este objetivo se unieron muchos protestantes y judíos. 

### Criterios morales y pastorales
El cine está tomando en todo el mundo un papel de primer orden en el descanso y la recreación. Su poder 

radica en el hecho de que se habla a través de imágenes, que con gran placer y sin fatiga, se muestra en las mentes, también de aquellos rudos e incultos, que no tendrían la capacidad o la voluntad de hacer el esfuerzo de abstracción y la deducción, que exige el razonamiento. Pues leer, o escuchar, requiere un esfuerzo, que en la visión cinematográfica se sustituye por el placer de la sucesión continua de imágenes concretas y, por así decirlo, vivas.
Encíclica Vigilanti cura: AAS vol XXVIII (1936), p. 255.

Estas mismas características dota al cine en una especial capacidad para enseñar y conducir al bien o al mal. Es necesario por eso empeñarse en evitar ese mal, y eso exige una vigilancia atenta. El papa recuerda con agrado como en algunos países especiales comisiones que se encargan de inspeccionar, revisar todas las películas que se producen; y se han constituido organismo que dirigen la producción cinematográfica procurando que se inspire en los mejores poetas y escritores de la literatura nacional.

### Consecuencias pastorales
Los obispos han de mantener un cuidado vigilante en esta materia, especial responsabilidad recae en los obispos de Estados Unidos por el desarrollo que tiene allí la industria cinematográfica que influye en las demás naciones, pero esa vigilancia corresponde a todos los obispos. Se trata de orientar a los fieles para exigir en las películas unas estándares morales. Además se debe estimular especialmente a los que de un modo un otro trabajan en esta industria, haciéndoles conscientes de la necesidad de que sus tareas sean coherentes con su fe.

Que piensen seriamente en sus deberes y en las responsabilidades que tienen como hijos de la Iglesia al usar de su influencia y de su autoridad para que las películas que ellos producen o aquellas en cuya producción cooperen, sean conformes a los principios de la sana moralidad.
Encíclica Vigilanti cura: AAS vol. XVIII (1936), p. 259.

### Medidas prácticas
Pasa el papa a exponer algunas medidas prácticas para llevar adelante las orientaciones que ha expuesto. En primer lugar aconseja, siguiendo lo que se viene procurando en Estados Unidos, que todos los fieles anualmente hagan la promesa de abstenerse de las películas que ofendan la verdad o la moral cristiana. 

El cumplimiento de esta promesa hace necesario que el pueblo conozca claramente qué películas son lícitas para todos, cuáles son lícitas con reserva, y cuáles son dañosas o realmente malas. Esto exige la publicación regular de listas de las películas clasificadas que, como hemos dicho, deberán llegar fácilmente al conocimiento de todos.
Encíclica Vigilanti cura: AAS vol. XXVIII (1936), pp. 260-261.

Con este fin se deben establecer en cada nación unas oficinas a las que se le encomiende la calificación de las películas; la colaboración entre las oficinas de los distintos países dará especial eficacia a esta tarea, que se debe encomendar a personas prudentes y familiarizadas con las técnicas cinematográficas, contando además con la asistencia de un sacerdote elegido por los obispos. En todo caso, los obispos deben seguir esta tarea, actuando cuando -a pesar de las rectas intenciones de quienes formen esa oficina- pueda detectarse algún defecto en su tarea.